# Chrysosoma elongatum
Chrysosoma elongatum är en tvåvingeart som beskrevs av Becker 1922. Chrysosoma elongatum ingår i släktet Chrysosoma och familjen styltflugor. Inga underarter finns listade i Catalogue of Life.